# Théorie et pratique du collectivisme oligarchique
Théorie et pratique du collectivisme oligarchique, par le personnage imaginaire Emmanuel Goldstein, est un livre fictif qui est thématique dans l'histoire du roman dystopique 1984 (1949), par George Orwell. Dans la société totalitaire de l'Océania, dirigée par l'omnipotent et omniscient parti politique Angsoc (ou « socialisme anglais »), Emmanuel Goldstein est le principal ennemi de l'État – ex membre des hautes sphères de l'Angsoc – qui conspire continuellement contre Big Brother. Durant le début du récit, Winston Smith, le héros, songe à l'existence d'un terrible livre, édité et diffusé clandestinement, qui est la cause de bien des rumeurs. Cet ouvrage rapporterait toutes sortes d'hérésies dont Emmanuel Goldstein serait l'auteur, et il n'aurait pas de titre, raison pour laquelle les gens qui en parlent à mots couverts le nomment simplement "le Livre". Il aura par la suite le livre entre les mains, découvrant une partie de son contenu, avant d’apprendre qu’il a été écrit en réalité par l'Angsoc elle-même.

## Contexte
Le héros, Winston Smith, hait secrètement le régime politique de son pays, l'Angsoc et Big Brother. À un moment de l'histoire, il approche O'Brien, un cadre du Parti, parce qu'il pense qu'il est aussi un membre d'une conspiration secrète contre le régime, connue sous le nom de Fraternité. Durant cette rencontre, le comportement d'O'Brien semble confirmer cette croyance de Winston Smith, et d'ailleurs, O'Brien lui donne un exemplaire de ce livre légendaire et déclaré illégal, et lui révèle la vraie nature de la société totalitaire que l'Angsoc a établie en Océania. Puis il lui explique que pour entrer dans la Fraternité et participer activement à la conspiration, il faut d'abord l'avoir lu, et avoir appris et compris tout ce qu'il révèle. C'est à ce moment que Winston Smith apprend que cet ouvrage secret a un titre, qui est Théorie et pratique du collectivisme oligarchique. Lorsqu'il se trouve seul dans la chambre que lui a loué M. Charrington au-dessus de sa boutique, Winston Smith examine l'ouvrage avant de le lire, et relève qu'il est :

« Un gros livre mal relié à la main, dont la couverture noire ne porte ni nom d'auteur ni titre. La qualité de son impression est irrégulière, et les angles des pages  sont passablement écornées ; certaines se détachent aisément de la reliure, comme si ce livre avait déjà été lu d'innombrables fois. Sur la page de titre, on peut lire :
 THEORIE ET PRATIQUE DU
COLLECTIVISME OLIGARCHIQUE 
par
Emmanuel Goldstein »

Le terme "collectivisme oligarchique" fait référence, non seulement à l'idéologie de l'Angsoc, mais aussi à celle des deux autres États du monde imaginaire de 1984, l'Eurasia néo-bolchévique, et l'Estasia et son culte de la mort. Winston Smith lit deux longs passages du livre, ce qui lui permet d'apprendre comment les trois super-États totalitaires du monde, l'Océania, son pays, l'Estasia et l'Eurasia, ont émergé d'une grande guerre mondiale et générale, et ainsi de faire le lien entre ce qu'il connaissait du monde jusqu'ici, et son passé plus ancien dont il ignorait tout. Il apprend aussi les fondements politiques du totalitarisme qui s'est progressivement imposé partout dans le monde à partir du début du vingtième siècle, et que les trois grandes idéologies qui s'opposent désormais, si elles semblent différer dans leurs formes, ont, en fait, un propos identique. Ce dernier point est la grande révélation du livre secret. Étant donné l'importance que George Orwell donne à cet ouvrage interdit dans le monde de 1984, et considérant qu'il avait de solides connaissances de la science politique et de l'Histoire, bien des spéculations furent émises à propos d'une possible source d'inspiration. L'historien de la littérature anglaise James M. Decker a identifié Théorie et pratique du collectivisme oligarchique comme une possible parodie de l'essai de Léon Trotski, La Révolution trahie.  Decker n'est pas le seul à avoir établi ce lien avec Léon Trotski, puisque la description physique qu'Orwell fait d'Emmanuel Goldstein correspond exactement à Trotski. L'auteur anglais Carl Freedman a trouvé que les passages du Livre cités par Winston Smith sont directement inspirés du célèbre essai (aux États-Unis) de l'ex-trotskiste américain James Burnham, The Managerial Revolution. 
On sait que certaines idées développées par Orwell dans 1984 l’avaient déjà été avant qu’il commence l’écriture de son roman. Le concept du Newspeak (Novlangue) s'inspire peut-être de ce que le linguiste britannique Charles Kay Ogden a proposé en 1932, sous le nom de « Basic English » (Anglais basic), avec un vocabulaire compris entre 800 mots pour la version de base, et 1500 mots environ pour sa version comprenant des mots spécifiques et du jargon professionnel. On sait même qu'Orwell, après avoir été enthousiasmé par le Basic English d'Ogden, en est devenu un fervent opposant. Les concepts d’Estasia, d’Eurasia et d’Océania (et même d’« Eurafrica ») ont été proposés par le géopolitologue allemand Karl Haushofer durant la première moitié du XXe siècle[réf. à confirmer], et la géopolitique décrite dans 1984 l’a précédemment été dès la fin du XIXe siècle par le géographe anglais Halford John Mackinder, avant d'être complètement développée en 1904.

## Contenu
Le Chapitre I : L'Ignorance, c'est la force, et le Chapitre III : La Guerre, c'est la paix du Livre sont des slogans de l'Angsoc. Plus loin dans le récit, O'Brien fait référence à d'autres chapitres consacrés à un programme de renversement de l'Angsoc. Le Chapitre II qui, logiquement, devrait porter pour titre le troisième et dernier slogan de l'Angsoc, La Liberté, c'est l'esclavage, ne fait l'objet d'aucune mention dans le récit.

### Chapitre I
L'Ignorance, c'est la force décrit la lutte des classes perpétuelle comme une caractéristique de la société des Hommes ; laquelle commence avec l'observation historique que toutes les sociétés ont toujours été hiérarchiquement divisées en trois classes sociales : la classe supérieure (l'élite au pouvoir) ; la classe moyenne (qui travaille au service de la classe supérieure mais qui rêve de la supplanter), et la classe inférieure, constituée des prolétaires, dont le principal souci est de lutter chaque jour pour sa survie. De manière cyclique, la classe moyenne renverse la classe supérieure en se faisant aider par la classe inférieure (ce qui correspond à une réalité historique régulièrement observée). Mais sitôt qu'elle a pris le pouvoir, la classe moyenne devenue la nouvelle classe supérieure maintient à son tour la classe inférieure dans un état de servitude (un phénomène social récurrent, dont George Orwell a d'ailleurs fait le thème de son autre célèbre roman La Ferme des animaux). Les trois classes sociales répètent perpétuellement ce cycle dans l'histoire, chaque fois qu'un leader apparaît dans la classe moyenne et s'adresse à la classe inférieure pour la convaincre de se révolter contre la tyrannie de la classe supérieure, en lui parlant de "justice" et de "fraternité humaniste et universelle".
Le romancier et essayiste canadien spécialiste de George Orwell, Ian Slater, explique que le personnage d'Emmanuel Goldstein s'élève au-dessus des convictions politiques personnelles de George Orwell, par exemple, dans son précédent roman Une fille de pasteur, où la classe moyenne croit en l'égalité des Hommes et en la justice. Dans La Ferme des animaux, l'État cherche le moyen de faire s'améliorer la société, mais une fois que les avancées de la technologie rendent cette ambition réalisable, la classe moyenne oublie ses précédentes promesses lorsqu'elle s'aperçoit que le progressisme l’empêche de faire se concrétiser ce qu'elle cherchait vraiment ; elle devient alors explicitement tyrannique et ouvertement hostile aux notions de justice et d'égalité qu'elle prêchait jusque-là. Dans 1984, les passages du livre Théorie et pratique du collectivisme oligarchique lus par Winston Smith nous apprennent que la nouvelle rhétorique de la classe moyenne mena, lorsque cette dernière prit enfin le pouvoir, à la création de l'Angsoc et à l'établissement d'un collectivisme très hiérarchisé. Cette ambition de pouvoir pour le pouvoir, et ce soudain renoncement au progressisme qui était recherché, distingue le nouveau parti des tyrannies précédentes, même si ce dernier justifie son étroit contrôle de la société par la revendication d'un socialisme qui assure l'égalité entre les Hommes et l'abolition des classes sociales. En se consacrant au maintien du collectivisme, l'Angsoc renforce son pouvoir, et se présente comme l’inévitable suite au capitalisme qui permet enfin d'affranchir les représentants de la classe inférieure de l'état de servage dans lequel ils étaient maintenus. En réalité, les classes sociales ne sont plus nécessaires au maintien d'un pouvoir hiérarchisé et codifié, car le collectivisme ne sert qu'à prolonger l'état dans lequel les représentants de la classe inférieure se trouvaient auparavant. Slater explique (en substance) que : bien que même un cadre supérieur du parti tel qu'O'Brien n'est pas le propriétaire de sa demeure, et qu'il ne pourrait se le permettre de toute façon, le privilège lui est tout de même accordé de vivre dans le luxe et d'avoir des domestiques. Une fois que le parti a pu renforcer son pouvoir, il n'est même plus nécessaire de fournir à la population des justifications aux inégalités et aux privilèges spéciaux. L'accès aux sphères supérieures du parti est basé sur la méritocratie, et non sur l'hérédité comme bien souvent dans la réalité. Ce n'est pas la notion d'égalité qui est la base de la société Océanienne dans 1984, mais l'esprit pratique, puisque le parti a compris qu'il ne peut sereinement envisager son avenir et le maintien de son pouvoir que par la pureté de son orthodoxie, plutôt que par la préservation d'une caste de familles qui transmet son pouvoir à ses descendants
Contrairement à ce qu'Orwell a cherché à expliquer dans ses précédents récits, l'exploitation des individus par le Parti, dans 1984, est intentionnel et doit servir le propos d'un avertissement à ses lecteurs. Slater explique encore que l'ambition d'Orwell était de montrer, en mettant l'accent sur la politique irréaliste du Parti, que le pouvoir autoritaire moderne a pour caractéristique remarquable la quête du pouvoir juste pour ce qu'il est, et non pour le bien-être matériel qu'il peut apporter. Orwell pensait que les États modernes pouvaient facilement évoluer vers un obscurantisme, et un dogmatisme similaire à celui de l'Inquisition espagnole, dans le but de contrôler non seulement les agissements et la vie des citoyens en général, mais aussi leurs opinions et leurs pensées. Et il pensait, avec une clairvoyance et une prémonition dont les actualités des décennies qui suivirent son décès ont confirmé la qualité, que les progrès de la science et de la technologie pouvaient permettre de faire se concrétiser un jour cette ambition de contrôle absolu de la société. Ne pouvant tout de même anticiper la surveillance des individus, par exemple, par la carte de crédit et le téléphone cellulaire à son époque, Orwell avait imaginé le télécran pour 1984, un téléviseur servant simultanément de récepteur et d’émetteur, afin de pouvoir surveiller les citoyens dans leurs intimités. Pour être efficace, l'usage d'une telle technologie requiert la centralisation ; or les quatre ministères de l'Océania – le Ministère de la Vérité, celui de la Paix, celui de l'Amour et celui de l'Abondance – satisfont pleinement cette exigence
Les prolétaires de la classe sociale inférieure de 1984 ne sont généralement pas soumis à l'obligation de l'endoctrinement et de la propagande, car le Parti les jugeant ignorants et faibles, il n'en voit pas la nécessité. C'est pourquoi (et en vertu de ce qui a été expliqué plus haut) la classe moyenne y est soumise quant à elle. Parce que les prolétaires ont tout perdu, et ne peuvent avoir accès à quoi que ce soit depuis, ils n'ont ni futur significatif, ni espoir. Le Parti, agissant à travers le Ministère de la Vérité, pratique le révisionnisme et le négationnisme de manière permanente, ce qui a pour effet d'oblitérer le passé historique, et donc toute comparaison avec le présent. Ainsi placés dans l'impossibilité d'apprendre par les enseignements du passé, et donc d'anticiper les erreurs, les prolétaires mènent une existence dans un présent permanent ; ils n'ont ni passé ni futur, et ne s'en trouvent que plus incapables encore de planifier une révolte par conséquent. Les erreurs du parti n'existent pas, puisque toutes traces d'elles et de leurs conséquences ne sont enregistrées par aucune presse, dans aucune archive consultable, ces dernières étant détruites au jour le jour et selon les besoins.

### Chapitre III
Avant de lire le deuxième chapitre, Winston Smith jette un coup d'œil au Chapitre III, intitulé, "La Guerre, c'est la paix". Celui-ci explique le sens profond de ce dernier slogan du Parti, en commençant par un bref historique de la création des trois super-États : les États-Unis ont fusionné avec l'Empire britannique et l'Amérique latine pour former l'Océania ; l'Union soviétique a absorbé l'Europe continentale pour former l'Eurasia, et l'Estasia est née de l'annexion, après une décennie de guerres sans objectifs précis, du Japon, des deux actuelles Corées, de la Mongolie et du Tibet par la Chine. À ce moment-là, la guerre entre ces trois grandes superpuissances dure depuis vingt-cinq ans. Cependant, ce conflit ne semble pas avoir de sens ni d'objectifs clairement définis, puisque, dans les faits tenus secrets, les batailles n'ont pas pour but la conquête d'une portion de territoire ennemi, et que les factions combattantes sont incapables de l'emporter l'une sur l'autre. Plus encore, aucune revendication idéologique ne justifie leurs combats, puisque ces superpuissances qui s'affrontent perpétuellement sont toutes totalitaires
La science et la technologie, loin d'être stimulées, sont délibérément freinées dans leurs évolutions, au contraire, car le Parti ne veut pas d'avancées qui permettraient à la population d'accéder à une meilleure qualité de vie. C'est donc ainsi que cette dernière est artificiellement maintenue dans un état de médiocrité morale et matérielle, et de pénurie permanente en toutes choses ; le travail et l'économie doivent être sacrifiés à l'effort de guerre. La population doit consacrer l'essentiel de ses efforts à sa propre survie, afin qu'elle demeure toujours dépendante du pouvoir en place et de ses institutions. Les seules avancées technologiques que l'État accepte doivent servir un contrôle toujours plus étroit de la population, de ses agissements et de ce qu'elle peut penser, et le perfectionnement des méthodes de génocide. Il est considéré que les avancées technologiques et scientifiques seraient également contre-productives pour la guerre, car, en vérité, aucune des trois superpuissances n'est une menace pour les autres ; puisque le but réel de la guerre, de toute façon, n'est que la mobilisation de tous les esprits et de tous les moyens. L'antagonisme stimule le patriotisme et la cohésion sociale au sein de chaque État, et ainsi prévient toute révolte intérieure. L'hystérie générale de cette guerre, qui réclame toujours à chacun le sacrifice de son bien-être, est, en réalité, une guerre menée par chaque État contre sa propre population dans le but de la maintenir dans un éternel état d'ignorance, de besoin et de dur travail. Et, bien sûr, la guerre permet aussi à l'État de désigner des boucs émissaires tenus pour responsables de ses propres erreurs et de son apparente incapacité à faire sortir la population d'une situation de crise économique permanente. Slater explique qu'Orwell pensait que la population a plus besoin d'un nationalisme héroïque que de son bien-être et de distractions. C'est donc en vertu de ces explications qu'il est possible de dire que, dans 1984, la guerre est un moyen psychologique d'imposer une forme de paix sociale.

### Derniers chapitres
Winston Smith est arrêté avant d'avoir pu achever la lecture de Théorie et pratique du collectivisme oligarchique, ce qui nous empêche, nous lecteurs, d'en connaitre tous les sujets qui y sont développés.

## L'auteur
- Si vous ne connaissez pas le sujet, laissez ce bandeau (vous pouvez alors contacter les auteurs).
- Si vous supprimez le contenu mis en cause (vous pouvez préalablement contacter les auteurs),

argumentez précisément cette suppression dans la page de discussion
(un manque de référence n'est pas un argument ; une recherche réelle de référence doit avoir été effectuée, être formellement documentée).
Lorsqu'O'Brien se dévoile à Winston Smith comme un faux conspirateur et comme son manipulateur, il rejette en bloc tout ce que ce dernier lui rapporte avoir compris de sa lecture du livre, et rétorque qu'il ne s'agit que de balivernes conçues pour les naïfs tels que lui. Il torture d'ailleurs Winston Smith pour le pousser à renoncer à tenir ses nouveaux savoirs pour des vérités : en particulier sa conviction de l'existence d'une objectivité philosophique différente de celle du Parti. Durant cette séance de torture, O'Brien dit à Winston Smith que Théorie et pratique du collectivisme oligarchique, "le Livre" écrit par le conspirateur Emmanuel Goldstein, a été rédigé, en vérité, par un comité du Parti dont il était lui-même un membre. Le véritable but de ce livre, et du maintien de la légende de son existence, est de piéger les citoyens coupables de crime de la pensée, exactement comme Winston Smith s'est fait duper. Et lorsque Winston Smith demande à O'Brien ce qui demeure vrai du livre, ce dernier lui répond que les descriptions qu'il rapporte sont authentiques, mais que les réformes qu'il propose sont absurdes.

## Canular littéraire
En 2014, un ouvrage se présentant de façon fallacieuse comme le texte authentique écrit par Goldstein est « republié » (sans mention d'éditeur) ; il est prétendument la réimpression d’une version française datée de 1948 et comptant 336 pages, elle-même traduite d'une version russe datant de 1944. En 2021, ce faux est réédité en français aux éditions Kontre Kulture (éditeur connu pour ses opinions d'extrême droite, donc complètement opposées à celles d'Orwell).